# Casacuarán
Casacuarán o San Pablo Casacuarán (de Catziatsiariatzi del tarasco "en la cuesta de la montaña") , es una comunidad perteneciente al municipio de Yuriria en el Estado de Guanajuato, es la tercera comunidad más importante del municipio.

## Historia
El lugar era habitado originalmente por purépechas o tarascos primero y chichimecas más tarde, por los vestigios encontrados en forma de "yácatas" de piedra o "cuecillos", que constituían sus sepulcros. Tiene 2,271 habitantes (clave del inegi 110460075) además de contar con numerosos recursos naturales. Se caracteriza por su fiesta, ya que se ubica en el lugar 4 de las mejores ferias de Guanajuato. Hoy en dia existe cierta confusion, pues algunas fuentes dicen que San Pablo casacuaran se fundó el 12 de febrero de 1582, pero algunas otras mencionan que en realidad fue un 31 de marzo de 1592 por Gaspar de Canizares. 

## Características
-Cuenta con 3 grados de Educación como:
Jardín de niños "Leona Vicario" Cuenta con 3 salones de clase y uno para la dirección además de 1 cancha cubierta y otra al aire libre junto con una zona de juegos
Primaria Federal "Emiliano Zapata" Que se conforma por 10 salones de clase, 4 de almacén, 1 biblioteca, 5 canchas [al aire libre], uno de computación, 2 baños y un salón de dirección.
Escuela secundaria federal "Rafael Ramírez Castañeda" en la cual se puede encontrar 9 salones de clase[3 para cada grado] 1 cooperativa o tienda escolar, 6 de dirección[incluyendo secretarias, prefectura, contaduría, subdirrecion] 1 sala de medios o de computación, 1 laboratorio[Biología, física y química] 1 taller de carpintería, 3 de almacén, 1 baño[mujeres y hombres] 1 acuario, 2 canchas al aire libre, 1 sala de lectura, 1 auditorio[incompleto] 1 sala de taquimecanografia y 1 de reuniones.

## Feria de Casacuarán
Casacuarán celebra su feria el día 16 de Enero con un desfile donde participa la delegación, agricultores, los tres niveles de educación con los que cuenta el pueblo, ejidatarios, en ocasiones también participan grupos de danzantes de diferentes comunidades de la zona, además la danza de paloteros la cual está arraigada a nuestra comunidad. Los días más importantes de la feria son el 24 y 25 de enero.  